# Karen National Union
Karen National Union (burmesisk: ကရင် အမျိုးသား အစည်းအရုံး forkortet KNU) er en politisk organisation med en væbnet fløj, den Karenske Nationale Befrielseshær (KNLA), der hævder at repræsentere Karen-folket i Myanmar (Burma). Det opererer i det bjergrige østlige Myanmar og har underjordiske netværk i andre områder af Myanmar, hvor Karen-folk lever som en minoritetsgruppe. På Karen-sproget kaldes dette område Kawthoolei. Nogle af Karenerne, primært ledet af Karen National Union (KNU), har siden begyndelsen af 1949 ført krig mod centralregeringen. KNU's oprindelige formål var politisk uafhængighed. Siden 1976 har den væbnede gruppe dog opfordret til et føderalt system snarere end en uafhængig Karen-stat.
Karen-konflikten har varet siden 31. januar 1949 og er dermed den længste interne krig i verden.

## Historie

### 1947 – 1959
KNU blev grundlagt i London den 5. februar 1947, efter forhandlinger om løsrivelsen af en uafhængig Karen-stat fra det engelske styre mislykkedes. KNU blev skabt ved at forene fire ældre Karén foreninger Karen National Association; Buddhist Karen National Association; Karen Central Organization og Karen Youth Organization. Året efter, den 4. januar 1948, blev landet selvstændigt. KNU-ledere opfordrede lokale tilhængere til at etablere lokale forsvarsmilitser i deres distrikter, samlet grupperet under den Karenske Nationale Befrielseshær. KNU lancerede sin væbnede kampagne mod den burmesiske regering i begyndelsen af 1949.
Den 30. januar 1949 erklærer den Burmesiske Regering KNLA ulovlig. Dagen efter angriber burmesiske troper derfor KNLA's hovedkvarter i Insein, en by som ligger omkring 15 km nord for Rangoon.
I begyndelsen af 1950'erne påvirkede fraktioner inden for Karen-politikken KNU's strategiske holdning. I 1953 etablerede Mahn Ba Zan og andre KNU-ledere Karen National Unity Party (KNUP), en kommunistisk-påvirket gruppe, der støttede et skift til venstre i KNU-politik.

### 1960 – 1969
I 1960 var KNUP-medlemmer blevet de dominerende skikkelser inden for KNU, på trods af at KNUPs politiske ideer kun deltes af en minoritet indenfor KNU. . KNUP var stærkest i Irrawaddy-deltaet.
Under KNUP-indflydelse blev KNU centraliseret, KNLA blev reorganiseret efter maoistiske linjer, og landbrugskooperativer blev oprettet i nogle KNU-kontrollerede landsbyer.
I 1963 talte KNU cirka 10.000.
Efterhånden som KNU internt bevægede sig politisk mod venstre, blev dens alliancefællesskab med andre kræfter i Myanmar kompliceret. Kinesisk støtte til Burmas kommunistiske parti – en rival til KNU – førte organisationen ind i en stiltiende forståelse med Kuomintang, som var blevet fordrevet til det nordlige Burma efter nederlag i den kinesiske borgerkrig.
Ideologisk og strategisk uenighed ledte til at den højtstående figur Tha Hmwe, sammen med omkring 400 mænd, rev sig løs fra KNU for at stifte Karen Revolutionary Council (KRC). KRC blev afviklet efter Tha Hmwes tilfangetagelse i 1964.
I det KNU-kontrollerede område langs den thailandske grænse fandt en mere vellykket reaktion mod KNUP-indflydelsen inden for KNU sted. Disse områder, der befandt sig i nogen afstand fra KNUP-styrken i Irrawaddy-deltaet, var kommet under indflydelse af personer fra Sgaw Karen, især befalingsmændene Shwe Hser og Bo Mya.
I 1966 overtog Bo Mya – den daværende leder af KNLAs østlige division – kontrollen over Dawna Range og meget af den thailandske grænseregion og beordrede KNUP-kadrer til at forlade deres territorium. Bo Mya var i stand til at opretholde en hær på cirka 10.000 mand ved at beskatte ulovlig handel langs grænsen til Thailand.
I 1967 forsonede Mahn Ba Zan og fire andre højtstående KNUP-embedsmænd sig med Bo Mya og dannede Karen National Unity Front (KNUF). Denne forsoning banede vejen både for Bo Myas ultimative opstigning til KNU-præsidentskabet i 1976.

### 1970 – 1999
I 1970, efter KNUPs militære nederlag i Irrawaddy-deltaet, blev KNU det dominerende repræsentative organ for Karen-bevægelsen.
Den 9. KNU-kongres blev afholdt i september 1974  og den 11. KNU kongres blev afholdt i 1995.
Bo Mya dominerede KNU-ledelsen i tre årtier fra 1976 til 2000. I mange år var KNU i stand til at finansiere sine aktiviteter ved at kontrollere sortbørshandel på tværs af grænsen til Thailand, og gennem lokal beskatning. Efter det burmesiske folks mislykkede oprør i 1988), henvendte den burmesiske militærjunta sig til Kina for at få hjælp til at konsolidere sin magt. Forskellige økonomiske indrømmelser blev tilbudt Kina i bytte for våben. Den burmesiske hær blev massivt udvidet og begyndte at tilbyde aftaler til grupper, der kæmpede mod regeringen. Grupperne blev tilbudt valget mellem at samarbejde med militærjuntaen eller blive ødelagt. KNU blev i mellemtiden forstærket med omkring 10.000 studenter. Efter at have kæmpet siden 1984 om baserne Klerday, Mea La, Maw Pokay og Wangkha, tabes de alle i 1989. KNLA menes at have haft 3.500-4.000 soldater på denne tid.
I 1994 brød en gruppe buddhistiske soldater i KNLA, med henvisning til diskrimination fra KNU's overvældende kristne ledelse mod det buddhistiske Karen-flertal, ud og etablerede Democratic Karen Buddhist Army (DKBA). DKBA indvilligede hurtigt i en våbenhvile med den burmesiske hær og fik forretningsindrømmelser på bekostning af KNU. KNU og DKBA kom siden i regulære kampe, hvor DKBA blev aktivt støttet af den burmesiske hær.
KNU tabte i 1995 sin sidste større by Manerplaw (Myawaddy), nær den thailandske by Mae Sot, og derved mistede bevægelsen også sine toldindtægter. I 1997 tabte KNU sit hovedkvarter Kawmoorah (Kaw Moo Rah) ved grænsen til Thailand, og havde derefter kun et midlertidig hovedkvarter i Burma. Desuden forlod God's Army KNU/KNLA og fik en våbenhvile med militærdiktaturet.

### 2000–2009
Den 12. KNU-kongres blev afholdt i 2000, den 13. KNU-kongres blev afholdt fra 12. til 16. december 2005, og den 14. KNU-kongres blev afholdt fra 6. til 20. oktober 2008.
I 2004 begynder fredsforhandlinger som ender med en våbenstilstand som varer til 2006. Karen Peace Council (forkortet: KPC) forlader i februar 2007 KNLA og får en våbenhvile med militærdiktaturet. Den 14. februar 2008 bliver generalsekretær Pado Mahn Shar dræbt af ukendte gerningsmænd i sit hjem i Thailand. KNU er nu uden lederen, og bevægelsen er i eksil i Thailand, og de fleste troperne i KNLA er skiftet til DKBA og KPC eller gået i eksil. I oktober 2008 blev Naw Zipporah Sein (en lille rund gammel kone) valgt til ny Generalsekretær for KNU.
Den 22. december 2008 rapporteres det at KNLA mangler våben, ammunition og soldater.
I 2009 blev KNU's kampstyrke reduceret til omkring 3000 til 5000 soldater Den 24. marts 2009 konstaterede The Times, at verdens længste krig nærmede sig sin afslutning. og ikke længe efter, den 25. juni 2009, blev KNLA's Brigade 7-hovedkvarter stormet og erobret.
Den 19. oktober holder KNU og DKBA deres første samtale for våbenhvile siden at de blev delt i 1994.. Baggrunden er at i følge den nye forfatning skal våbenhvilegrupperne sluttes sammen med den Burmesiske hær i Border Guard Force og det er de selvfølgeligt ikke interesseret i.
Friendship Bridge (Venskabsbroen) imellem Manerplaw (Myawaddy) og Mae Sot lukkes den 17. juli 2010, i håb om at ramme DKBA økonomisk og få dem til at tilslutte sig Border Guard Force. Det lykkes, august bliver DKBA en del af Border Guard Force (BGF).
2. november 2010 indgår KNU i en alliance med:
- Karenni National Progressive Party (forkortet: KNPP).
- Chin National Front (forkortet: CNF).
- Kachin Independence Organisation (forkortet: KIO).
- New Mon State Party (forkortet: NMSP).
- Shan State Army North (forkortet: SSA-N).

DKBA Battalionerne 906 og 907 kæmper fra 9. november 2010 imod den burmesiske hær.
Union Nationalities Federal Council (Union of Burma) skabte på et møde i februar 2011 en alliance af et stort antal væbnede grupper. KNU; KNPP; CNF; KIO; NMSP; SSA-N for uden:
- Kachin National Organization (KNO)
- Pa-O National Organisation (PNO)
- Lahu Democratic Union (LDU)
- National Democratic Front (NDF)
- National Unity Party of Arakan (UNPA)
- Palaung State Liberation Front (PSLF)
- PaO National Liberation Organisation (PNLO)
- Wa National Organisation (WNO)

### 2010 – nutid
Den 2. november 2010 blev Karen National Union medlem af en alliance, som omfattede Karenni National Progressive Party (KNPP), Chin National Front (CNF), Kachin Independence Organisation (KIO), New Mon State Party (NMSP) og Shan State Army – North (SSA-N).
Soe Naing, leder af Battalion 1011 Border Guard Force (BGF) (tidligere DKBA), dør den 30. juni 2011 i kamp med andre dele af DKBA/BGF, som nu støtter KNLA..
I januar 2012 underskrev Myanmars militærstøttede civile regering en våbenhvileaftale med KNU i Hpa-an, hovedstaden i den østlige stat Kayin. Aung Min, jernbaneminister, og general Mutu Sae Poe fra KNU ledede fredsforhandlingerne. Karen National Union holdt sin 15. kongres på Lay Wah den 26. november 2012.
Fra 30. oktober til 2. november 2013 fandt et afgørende møde sted i Kachin Independence Organisation hovedkvarter i Laiza. For første gang var repræsentanter for 17 væbnede etniske oppositionsgrupper i stand til at mødes i Myanmar med regeringens samtykke. Konferencen resulterede i dannelsen af en 13-medlemmers landsdækkende våbenhvilekoordinering Team (NCCT) og underskrivelsen af en "11-punkts fælles holdning for etniske modstandsorganisationer om landsdækkende våbenhvile" eller Laiza-aftalen. NCCT's nuværende mandat var at påtage sig ansvaret for at skrive et landsdækkende våbenhviledokument baseret på gensidig forståelse mellem de forskellige væbnede grupper i NCCT. På Law Khee Lah-konferencen blev det dog aftalt, at NCCT havde mandat til at diskutere og ændre dokumentet teknisk, undtagen på politisk niveau. Da det endelige dokument var klar, besluttede og diskuterede de respektive etniske organisationsledere med Union Peacemaking Working Committee (UPWC) den landsdækkende våbenhvile.
Den 15. oktober 2015 underskrev KNU Landsomfattende våbenhvileaftale (NCA) med Myanmars regering sammen med flere andre oprørsgrupper.
I september 2016 begyndte KNLA-krigere at støde sammen med medlemmer af Mon National Liberation Army (MNLA), den væbnede fløj af New Mon State Party (NMSP), i Tanintharyi-regionen. Både KNU og NMSP var underskrivere af den landsomfattende våbenhvileaftale (NCA) på tidspunktet for kampene. En midlertidig bilateral våbenhvile blev indgået mellem de to grupper den 14. marts 2018.
Spændingerne mellem KNU og Tatmadaw steg, da uroligheder skyllede over landet efter Militærkuppet i Myanmar 2021. Den 27. marts 2021 overmandede KNU Brigade 5 en Myanmars hærbase nær den thailandske grænse og dræbte 10 soldater inklusive en vicebataljonschef. Myanmars hær iværksatte som gengældelse flere luftangreb på Karen-landsbyer.

## Bøger
- Rejsen til Jadelandet. Bertil Lintner. (1989) ISBN 87-7028-552-7.
- Det glemte folk; En rejse i Burmas grænseland. Carsten Jensen 2004 ISBN 87-11-23074-6.

| Forening eller organisation | Spire Denne artikel om en forening eller organisation er en spire som bør udbygges. Du er velkommen til at hjælpe Wikipedia ved at udvide den. |